# Zum-Zum
Asociación Cultural, Social y Deportiva Zum-Zum é uma escola de samba de Paso de los Libres, a cuna do carnaval na Argentina.
A Zum-Zum levou grandes mudanças ao Carnaval Librenho, tendo sido pioneira em vários aspectos.[carece de fontes?] Foi a primeira Escola de Samba a realizar um enredo e cantar um samba-enredo (antigamente cantavam-se marchinhas)[carece de fontes?], foi a primeira a ter carnavalesco (Atilio Dainotto)[carece de fontes?], a primeira em levar componentes mirins nos desfiles[carece de fontes?], e foi a primeira em realizar o recuo no ano 2005, o que na época foi feito sem o consentimento do júri e da liga.
A bateria da Zum Zum tem o codinome de Facultad del samba (Faculdade do Samba) por vários motivos: Na época dos Mestres Dutack, nos ensaios, eles estimulavam aos ritmistas gritando: “Vamos que isto não é uma escola de samba, é uma Faculdade de Samba”, isto dito pela quantidade de inovações que faziam os Dutack na bateria, bem como em ritmos novos trazidos diretamente do Rio de Janeiro e com inovadores instrumentos, e outro motivo foi que a bateria da Zum Zum foi nove vezes consecutivas campeã (1968-1976).com a diretoria do grande mestre Ramiro Pedroso
Nos primeiros anos da escola, o símbolo era uma bota, depois até 1980 foi o peixe, e de 1980 até agora é o águia.
Em comemoração do seus 50 anos, em 2005, a escola contratou Neguinho da Beija-Flor para interpretar o samba. Os anos que vieram depois, foram defendidos em matéria musical com o interprete oficial e compositor Carlos "Muñeca" Da Costa, quem até o ano 2009 e junto com outros cantores, fizeram a equipe de Harmonia da escola. 
A partir do ano 2010 a ZUM-ZUM começa a mudar alguns aspetos estéticos em questoes  musicais e plásticas. Os enredos deram maior importância de representatividade pra as alas e o conjunto geral da escola começou a ficar maior em numero de componentes e na dimensão dos carros alegóricos também  . As alas então, tiveram a responsabilidade de contar o enredo, e os destaques, já em menor quantidade em comparação com outros anos, passaram a ser mais pequenos e mais luxosos. O intérprete oficial da escola em 2010 foi Roberto Delgado e a partir do ano 2011 até o 2013 quem cantou o sambas da escola na avenida foi Maninho Eloucura, junto com a voz de Nito Gonzales. A partir do ano 2014 e até o 2020 o interprete oficial da escola foi o carioca Luizinho Andanças, com excepção do ano 2018 onde o samba foi defendido por Carlos "Muñeca" Da Costa.

## História
- Commons

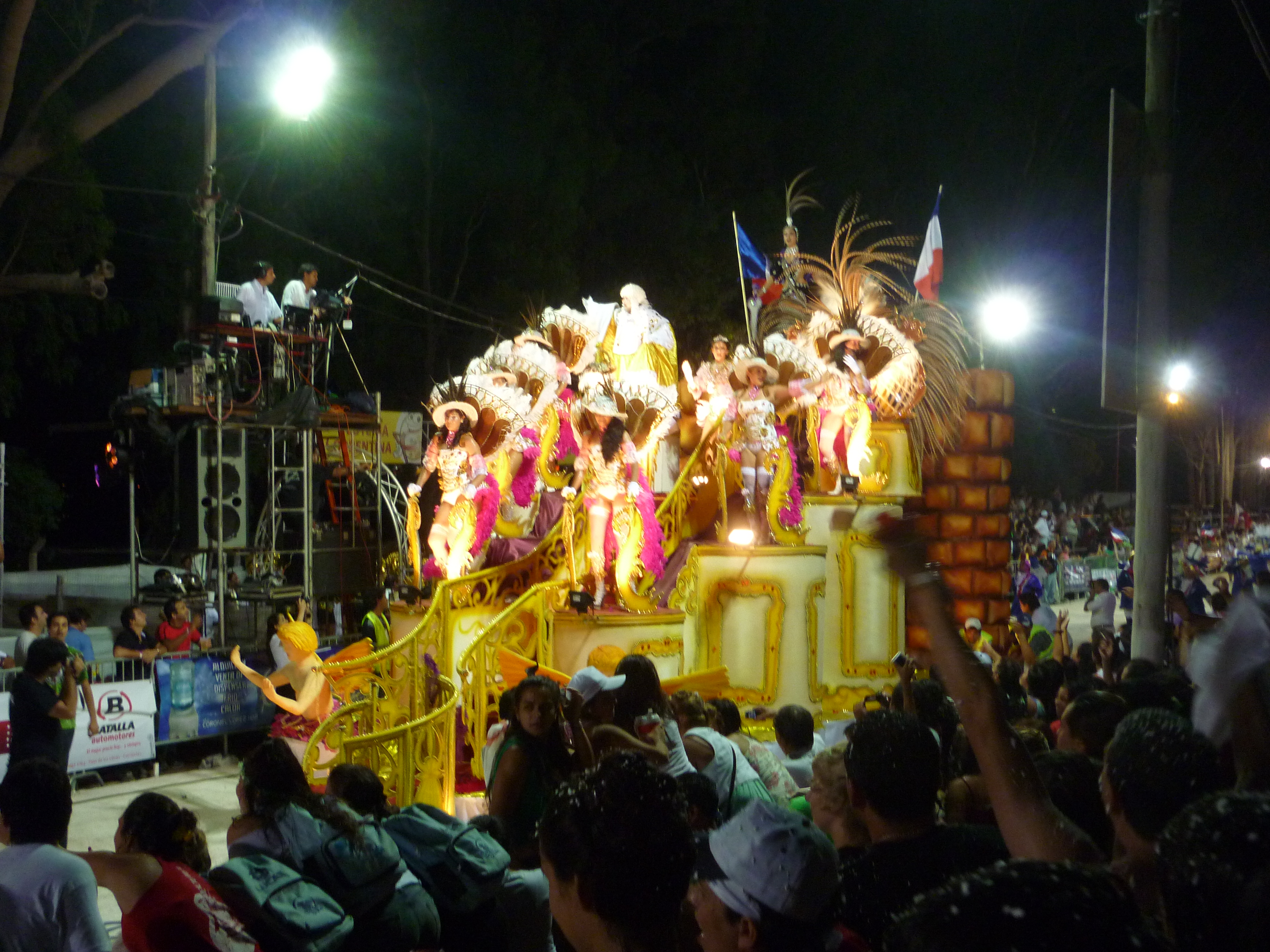
Carro "La tomada de la Bastilla - Francia", no Carnaval 2011.

A escola foi oficialmente fundada em 1 de dezembro de 1955 por um grupo de jovens, integrados por Darío Sanabria, Carlos Arevalo, Pepe Rebés, Pepe Lozano, José Santinelli, Cesar Vischi, Toto y Titi Currius, Horacio Cabrera, Obdulio Padoan, Osvaldo Padoan, Humberto Padoan, Cacho e Neneco Pedrozo, Negro Guadalupe, Mario Vergara, Armando Gallesio, Totolo Lucietti, Osvaldo Montenegro ,Pedro Zancanaro, Olmira, Tersa, Nilza, Zuca, Teresita Padoan , Maggi, Negra, Mirta, Mirita, Lidia, Hilda e Zuleida, os quais nessa época pertenciam à Escuela de Samba del Club Social que por questões internas acabou se dividindo e formando a ACSD Zum-Zum, o grupo de pessoas que ficaram na Escola de Samba do Club Social mudaram o nome da agremiação para CSCD Carumbé e o Clube Social propriamente dito, anos depois, mudou o nome e começou a chamar-se Club Progreso e até a atualidade é a sede da ACSD Zum-Zum.
Quando dividiu-se o Cordão Carnavalesco Club Progreso, este grupo de jovens tinha que escolher um nome para sua agremiação, então a filha de Ciro Cabrera, Zuleida Cabrera, teve a ideia de batiza-la de Zum-Zum, inspirada na marchinha carnavalesca Zum-Zum cantada por Dalva de Oliveira e composta por Fernando Lobo e Paulo Soledade, a qual homenageava ao Comandante Eduardo Martins de Oliveira morto no acidente aéreo Voo Panair do Brasil 099. O Comandante Edu, como era chamado, também era um dos fundadores e Porta Estandarte do Clube dos Cafajestes 
No ano de 1956 os amigos de Zum Zum fizeram sua primeira apresentação, reunindo-se na Villa Generosa (bairro situado na rua Yatay, entre rua Colón e rua Madariaga), cujo nome foi dado pelo músico Reynaldo Giachetti, então vizinho do lugar.
A primeira Comissão Diretiva da Escola era constituída pelo presidente Ciro Cabrera, como  vice-presidente Luís Gatti e, como tesoureiro, Ercilio Rebés.
Em 2009 a escola entrou forte na passarela com um enredo sobre a arte e a ciência e suas semelhanças dando destaque a Leonardo Da Vinci e outros cientistas que fizeram arte com ciência e ciência com arte. O enredo foi desenvolvido pelo carnavalesco Sebastián Quiroga.
Em 2010 a escola apresentou um tema sobre os sonhos e a mente humana "Que toda la vida es sueño y los sueños Zum Zum son" (Que a vida toda é sonho e os sonhos Zum Zum são). Porém, devido a problemas econômicos e administrativos, não chegou completa na primeira noite de carnaval pois além das fantasias e as alegorias que não estavam finalizadas o abre-alas não conseguia entrar na avenida por sua largura, a última alegoria também teve problemas, o que levou a escola a estourar o tempo de desfile por mais de 10 minutos.
Em 2011 apresentou um enredo em homenagem a grandes heróis da liberdade intitulado como "Un águila llamado libertad" (Uma águia chamada liberdade) , focando principalmente nas figuras de Gandhi, Nelson Mandela e Che Guevara. Com esse enredo, obteve a segunda colocação. Pouco após o carnaval argentino, em 17 de fevereiro, o brasileiro Renan Rosado, mestre-sala da Zum Zum e também segundo mestre-sala da escola Os Rouxinóis, morreu eletrocutado enquanto ajudava no barracão da escola Os Rouxinóis de Uruguaiana.
No ano de 2012, Zum Zum apresentou mais um enredo abstrato "Vivir para Conta-lo", que falava sobre a morte e como ela é concebida depois de ter vivido a vida. A criação de vidas em laboratórios e clonagens. Com passagens literárias, como Frankenstein e Victor Sueiro, o escritor que assegura ter voltado da morte. A temática decorreu pela mitologia grega para falar da morte, com Caronte no Rio Aqueronte e suas almas, a mumificação no Egito até chegar aos imortais Zumzuneros (representados na bateria) e finalizando o desfile com a Velha Guarda conscientizando sobre a doação de órgãos. Neste ano a escola foi campeã.
Que Deus Te pague! O caminho da dívida para a felicidade foi o enredo escolhido pela Zum Zum em 2013, apresentando a origem da dívida, mencionando os templários guerreiros cristãos que criaram uma estrutura econômica muito similar aos bancos da atualidade. O enredo contou que até a fé foi usada para documentar uma dívida. Relatou as diferentes maneiras que o ser humano inventa para fugir do pagamento das dívidas e também advertiu a respeito do “sistema vampiro” que somente gera numerosos devedores, resultado da avareza. Finalmente, citou a cobiça e a sovinice, os interesses exclusivamente materiais do ser humano e daqueles que governam, os geradores de todos os males da humanidade, morte, guerra e  fome, as enormes desigualdades e na sequência a apresentação do discurso final de Charlie Chaplin no filme O Grande Ditador, citando que a grande dívida é a que temos com a humanidade excluída pelo dinheiro, que se estrutura sobre um sistema estabelecido nas mãos de uns poucos. Na dispersão do desfile da terceira noite aconteceu um incidente com o último carro, o mesmo tocou um fio de eletricidade e pegou fogo, Apesar disto, a Zum-Zum foi a bicampeã do carnaval.

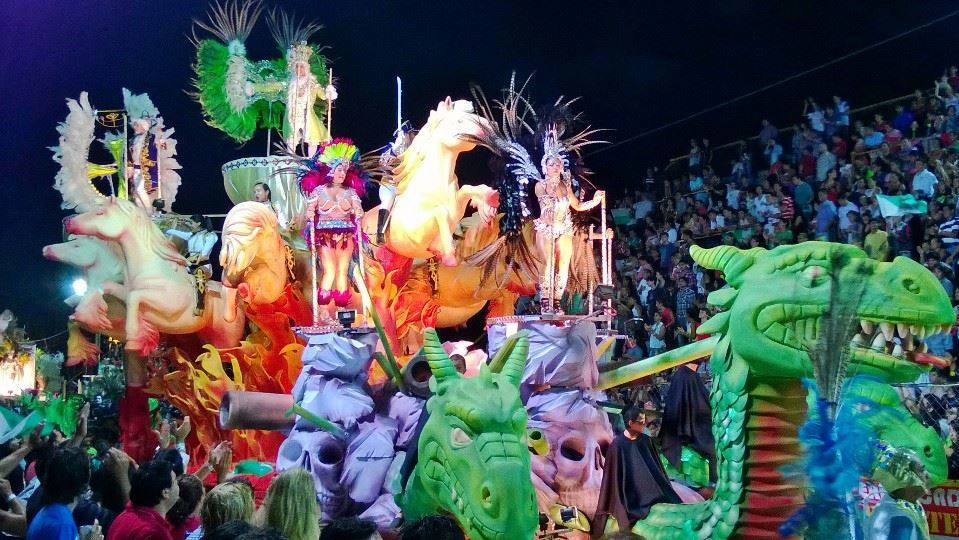
4° Alegoria Zum Zum 2014

Para 2014 Zum Zum se apresentou com uma história da região, a fundação da cidade de Yapeyú, quando contou com a presença de Luizinho Andanças interpretando seu samba em espanhol. O enredo intitulou- se como "Del cielo al paraíso en la tierra, Nuestra Señora de los santos reyes magos, Yapeyú" ( Do céu ao paraíso na terra, a Nossa senhora dos santos reis magos, Yapeyú)
No ano 2015 a agremiação abordará como tema de seus desfiles a felicidade, desde a felicidade de comer, de brincar passando pelos momentos marcantes na vida de um ser humano como aniversários, casamentos, realização de sonhos até a felicidade de comemorar seus 60 anos no carnaval. Luizinho Andanças defenderá novamente o samba da escola.
Nukanchis Kanchis, los hijos del sol. Em 2017 a escola inicia na proposta de Manuel Belgrano de restabelecer a Monarquía Inca, a qual foi aprovada no Congresso de Tucumán em 1816. Isto consistia em por um nativo Inca no trono, reforçando assim a independência do Vice-Reino do Rio da Prata da Espanha. O Império Inca e as civilizações andinas foram as maiores civilizações de America do Sul, suas costumes e cultura fora exemplo pra muitas outras civilizações.
No 2018 Zum Zum da uma luz de esperança a humanidade destruída pelo consumismo e a ganancia. Zum Zum mostra que a solução esta na natureza, no poder dela de se regenerar embora ela também sofre com a poluição e a maldade humana.

## Segmentos
| Ano               | Nome                         | Ref.   |
| ----------------- | ---------------------------- | ------ |
| 2003 - 2005       | Diego Bojorque               |        |
| 2006 - 2009       | Elida Gatti                  | [ 12 ] |
| 2010 - 2018       | María Asunción "Choni" Rebés | [ 13 ] |
| 2019 - atualmente | Diego Bojorque               |        |

| Ano              | Mestres de bateria                                                           | Ref.   |
| ---------------- | ---------------------------------------------------------------------------- | ------ |
| 1992 a 2001      | Carlos Daniel "Bichinho Sallefranque                                         |        |
| 2003 a 2004      | Javier Llorente                                                              |        |
| 2005             | Carlos Daniel "Bichinho" Sallefranque                                        | [ 14 ] |
| 2006 a 2007      | Javier Llorente                                                              |        |
| 2008 a 2009      | Gerardo Llorente                                                             |        |
| 2010 a 2013      | Carlos Daniel "Bichinho" Zallefranque                                        | [ 15 ] |
| 2014 - 2018      | "Nano" Acuña                                                                 | [ 16 ] |
| 2019             | Neneco Sallefranque                                                          |        |
| 2020- atualmente | "Bichinho" Sallefranque, Martín Chiapa, Nahuel Rodríguez Suñol y Leo Moyano. |        |

| Ano  | Nome                                | Ref    |
| ---- | ----------------------------------- | ------ |
| 1956 | Iris Guadalupe                      |        |
| 1957 | María del Carmen Franco             |        |
| 1958 | Gladis Tosolini                     |        |
| 1959 | María del Carmen Sacco              |        |
| 1960 | Amelia Samite                       |        |
| 1961 | Lisa Tosolini                       |        |
| 1962 | Mabel Artigas                       |        |
| 1963 | Sara Amscibowski                    |        |
| 1964 | Nene Piotto                         |        |
| 1965 | Estela Rivas                        |        |
| 1966 | Susana Medina                       |        |
| 1967 | Teresita Sanabria                   |        |
| 1968 | Gilda Lascurain                     |        |
| 1969 | Liliana Arpino                      |        |
| 1970 | Roxana Saudade                      |        |
| 1971 | Graciela "Tuti"Signetti             |        |
| 1972 | Laura Martinelli                    |        |
| 1973 | Estela Mango                        |        |
| 1974 | Graciela Perego                     |        |
| 1975 | Silvia Dejjeane                     |        |
| 1976 | Violeta Martinez                    |        |
| 1977 | Liliana Barrientos                  |        |
| 1978 | Zulemita M. Giorgio                 |        |
| 1980 | Graciela Silvar                     |        |
| 1981 | Mirta Romero                        |        |
| 1982 | Claudia Gatti                       |        |
| 1983 | María del Carmen Danuzzo            |        |
| 1984 | Mirta Almeida                       |        |
| 1985 | Claudia Silva                       |        |
| 1986 | Fabian Lenzken                      |        |
| 1987 | Fabiana Pena                        |        |
| 1988 | Daniela Cabrera                     |        |
| 1990 | Flavia Torres                       |        |
| 1991 | María Danuzzo                       |        |
| 1992 | Andra Guadalupe                     |        |
| 1993 | Gabriela Gomez                      |        |
| 1994 | María José Guillermone              |        |
| 1996 | María de los Ángeles Diaz Colodrero |        |
| 1997 | Diana Abdul                         |        |
| 2000 | Natalia Gallo Graboski              |        |
| 2001 | Debora Reichembach                  |        |
| 2003 | Noelia Espinosa Sanabria            |        |
| 2004 | María de los Ángeles Muesca         |        |
| 2005 | Silvana Vischi                      |        |
| 2006 | Giliana Rodriguez                   | [ 17 ] |
| 2007 | Carolina Vischi                     | [ 18 ] |
| 2008 | Lidiane Amorin                      | [ 19 ] |
| 2009 | Sol Vischi                          | [ 20 ] |
| 2010 | Yeni María Diaz Colodrero           | [ 21 ] |
| 2011 | Mariana Monges                      | [ 22 ] |
| 2012 | Milagros Taranto Decud              |        |
| 2013 | Natalia Marina Amoroto              | [ 23 ] |
| 2014 | Edith De la Cruz                    | [ 24 ] |
| 2015 | Macarena Dutack                     | [ 25 ] |
| 2017 | María José Caran                    | [ 26 ] |
| 2018 | Emilce Durruty                      | [ 27 ] |

## Carnavais
| Ano       | Colocação             | Enredo | Carnavalesco/ Comissões de carnaval                                                    | Intérprete               | Ref           |
| --------- | --------------------- | --- | -------------------------------------------------------------------------------------- | ------------------------ | ------------- |
| 1956      |                       | Patinadoras Sobre Hielo (Patinadoras sobre o Gelo) | Atílio Dainoto                                                                         |                          |               |
| 1957      |                       | Apoteosis de Zum-Zum y el Carnaval Libreño (Apoteose de Zum-Zum e o Carnaval Librenho) | Atílio Dainoto                                                                         |                          |               |
| 1958      |                       | Fantasia Submarina | Atílio Dainoto                                                                         |                          |               |
| 1959      |                       | El Jardín del Paraíso (O Jardim do Paraíso) | Atílio Dainoto                                                                         |                          |               |
| 1960      |                       | Sueños de una Noche de Verano (Sonhos de uma Noite de Verão) | Atílio Dainoto                                                                         |                          |               |
| 1961      |                       | Fantasia Tropical |                                                                                        |                          |               |
| 1962      |                       | Locuras de Carnaval |                                                                                        |                          |               |
| 1963      |                       | Magia y Fantasia (Magia e Fantasia) |                                                                                        |                          |               |
| 1964      |                       | Los Dragones (Os Dragões) |                                                                                        |                          |               |
| 1965      |                       | El Circo (O Circo) |                                                                                        |                          |               |
| 1966      |                       | Hawaii |                                                                                        |                          |               |
| 1967      |                       | Los Romanos (Os Romanos) |                                                                                        |                          |               |
| 1968      |                       | Era Pre-Historica (Era Pré-Histórica) |                                                                                        |                          |               |
| 1969      |                       | Las Cuatro Estaciones (As Quatro Estações) |                                                                                        |                          |               |
| 1970      |                       | Medio Oriente (Oriente Medio) |                                                                                        |                          |               |
| 1971      |                       | Los Vikingos (Os Vikings) |                                                                                        |                          |               |
| 1972      |                       | Un Viaje Encantado (Uma Viagem Encantada) |                                                                                        |                          |               |
| 1973      |                       | Era Espacial |                                                                                        |                          |               |
| 1974      |                       | Loz Aztecas (Os Astecas) |                                                                                        |                          |               |
| 1975      |                       | Un Sueño del Mississippi (Um Sonho do Mississippi) |                                                                                        |                          |               |
| 1976      |                       | Fantasía del Paraíso (Fantasia do Paraíso) |                                                                                        |                          |               |
| 1977      |                       | Los Egipcios (Os Egipcios) |                                                                                        |                          |               |
| 1978      |                       | Mundial 78 |                                                                                        |                          |               |
| 1979      |                       | Não Se Apresentou |                                                                                        |                          |               |
| 1980      |                       | Bodas de Plata: Veinticinco Años (Vinte e cinco Anos)/ Laia-Laia (Compositor: Carlos "Muñeca" Da Costa.) |                                                                                        | Carlos "Muñeca" Da Costa |               |
| 1981      |                       | Sueños de un Pierrot (Sonhos de um Pierrot) |                                                                                        |                          |               |
| 1982      | Não Houve Apuração    | Fantasía Tropical |                                                                                        |                          |               |
| 1983      | Não Houve Apuração    | Guapos del 900 (Lindos do 900) |                                                                                        |                          |               |
| 1984      | Invalidada a Apuração | Aventuras de Robin Hood |                                                                                        |                          |               |
| 1985      | Vice-campeã           | Sueño Tropical (Sonho Tropical) |                                                                                        |                          |               |
| 1986      | Vice-campeã           | El Teatro de Revistas (O Teatro de Revistas) / Oh, Zum-Zum (Compositor: Carlos "Muñeca" Da Costa. ) |                                                                                        | Carlos "Muñeca" Da Costa |               |
| 1987      | Vice-campeã           | Los Griegos (Os Gregos) (Compositor: Carlos "Muñeca" Da Costa.) |                                                                                        | Carlos "Muñeca" Da Costa |               |
| 1988      | Vice-campeã           | A levantar el astral: formas de Adivinar el Futuro (Jeitos de Adivinhar o Futuro) (Compositor: Carlos "Muñeca" Da Costa. ) | Mario "Maruki" Rodriguez y Miguel Ángel Vidoni.                                        | Carlos "Muñeca" Da Costa |               |
| 1989      |                       | Não Se Apresentou |                                                                                        |                          |               |
| 1990      | Vice-campeã           | Treinta y Cinco Años (Sangre y Pasión) (Trinta e Cinco Anos) (Sangue e Paixão) (Compositor: Carlos "Muñeca" Da Costa.) | Mario "Maruki" Rodriguez y Miguel Ángel Vidoni.                                        | Carlos "Muñeca" Da Costa |               |
| 1991      | Campeã                | La Conquista de América (A Conquista de América) (Compositor: Carlos "Muñeca" Da Costa.) | Mario "Maruki" Rodriguez y Miguel Ángel Vidoni.                                        | Carlos "Muñeca" Da Costa |               |
| 1992      | Vice-campeã           | El Poder del Dinero (O Poder do Dinheiro) (Compositor: Carlos "Muñeca" Da Costa.) | Mario "Maruki" Rodriguez y Miguel Ángel Vidoni.                                        | Carlos "Muñeca" Da Costa |               |
| 1993      | Campeã                | Todo por Amor (Tudo por Amor) (Compositor: Carlos "Muñeca" Da Costa.) | Mario "Maruki" Rodriguez, Miguel Ángel Vidoni y Anselmo Moraes.                        | Carlos "Muñeca" Da Costa |               |
| 1994      | Campeã                | Tiempo de Fuego (Tempo de Fogo) (Compositor: Carlos "Muñeca" Da Costa.) | Mario "Maruki" Rodriguez, Miguel Ángel Vidoni y Anselmo Moraes.                        | Carlos "Muñeca" Da Costa |               |
| 1995      |                       | Não Houve Carnaval |                                                                                        |                          |               |
| 1996      | Campeã                | El Sueño de Volar (O Sonho de Voar) (Compositor: Carlos "Muñeca" Da Costa.) | Mario "Maruky" Rodríguez                                                               | Carlos "Muñeca" Da Costa |               |
| 1997      | Vice-campeã           | Leyenda de una Buena Planta (Homenaje a Amado Bompland) (Lenda de uma Boa Planta (Homenagem a Amado Bompland) (Compositor: Carlos "Muñeca" Da Costa.)                                                                                                | Mario "Maruky" Rodríguez                                                               | Carlos "Muñeca" Da Costa |               |
| 1998-1999 |                       | Não Se Apresentou |                                                                                        |                          |               |
| 2000      | Vice-campeã           | Amanecer del Octavo Día (Amanhecer do Oitavo Dia) (Compositor: Carlos "Muñeca" Da Costa.)Enredo: Sebastián Quiroga - Natalia Amaro. | Sebastián Quiroga -Amaro Natalia.                                                      | Carlos "Muñeca" Da Costa |               |
| 2001      | Campeã                | Azúcar: Energía Blanca de Paz (Açúcar: Energia Branca de Paz) (Compositor: Carlos "Muñeca" Da Costa.)Enredo: Sebastián Quiroga - Natalia Amaro. | Sebastián Quiroga.                                                                     | Carlos "Muñeca" Da Costa |               |
| 2002      |                       | Não Houve Carnaval |                                                                                        |                          |               |
| 2003      | Vice-campeã           | Argentina: Grito de Alerta a la Humillación (Argentina: Grito de Alerta a Humilhação) (Compositor: Carlos "Muñeca" Da Costa.Enredo: Sebastián Quiroga - Natalia Amaro.                                                                               | Sebastián Quiroga.                                                                     | José Luis Paiva          |               |
| 2004      | Campeã                | Entre lo Real y lo Eterno - La Luna (Entre o Verdadeiro e o Eterno - A Lua). Enredo: Sebastián Quiroga. | Sebastián Quiroga.                                                                     | José Luis Paiva          |               |
| 2005      | 3.º Lugar             | Cincuenta Años de Glorias (Cinquenta Anos de Glorias) Enredo: Sebastián Quiroga - Natalia Amaro. | Sebastián Quiroga.                                                                     | José Luis Paiva          |               |
| 2006      | 3.º Lugar             | Oro Azul: Fuente de Vida y Energía (Oro Azul: Fonte de Vida e Energía) (Compositor: Carlos "Muñeca" Da Costa.)Enredo: Sebastián Quiroga - Natalia Amaro.                                                                                             | Sebastián Quiroga.                                                                     | Willy Caceres            |               |
| 2007      | Vice-campeã           | La Comunicación: De la Era del Fuego a la Nueva Era Tecnológica (A Comunicação: Da Era do Fogo a Nova Era Tecnológica) (Compositor: Carlos "Muñeca" Da Costa.) Enredo: Sebastián Quiroga - Natalia Amaro.                                            | Sebastián Quiroga.                                                                     | Willy Caceres            |               |
| 2008      | Vice-campeã           | Vida: Fábrica de Sentimientos (Vida: Fábrica de Sentimentos) (Compositor: Carlos "Muñeca" Da Costa. ) Enredo: Sebastián Quiroga - Natalia Amaro. | Sebastián Quiroga                                                                      | Carlos "Muñeca" Da Costa |               |
| 2009      | Campeã                | Arte y Ciencia, ¿Cuál es la Diferencia? (Arte e Ciência Qual é a Diferença?) (Compositor: Carlos "Muñeca" Da Costa.) Enredo: Sebastián Quiroga - Natalia Amaro.                                                                                      | Sebastián Quiroga                                                                      | Carlos "Muñeca" Da Costa |               |
| 2010      | 3.º Lugar             | Que la Vida es Sueño, y los Sueños Zum-Zum son. (Que a Vida é Sonho, os Sonhos Zum-Zum são) (Compositor:João Carlos Da Nova.) | Mario "Maruky" Rodríguez (Compositor: João Carlos Danova. Intérprete: José Luis Paiva) | Roberto Delgado          |               |
| 2011      | Vice-campeã           | Un águila Llamada Libertad (Uma águia chamada Liberdade) (Compositores: Armando Vasquez e João Carlos Da Nova.) | Mario "Maruky" Rodríguez e "Juanjo" Caballero.                                         | Maninho                  | [ 28 ]        |
| 2012      | Campeã                | Vivir Para Contarlo (Viver Para Contar) (Compositor:João Carlos Da Nova.) | Mario "Maruky" Rodríguez                                                               | Maninho                  | [ 29 ]        |
| 2013      | Campeã                | Que Dios Te Lo Pague (Que Deus Te Pague) (Compositor: João Carlos Da Nova.) | Mario "Maruky" Rodríguez e Maxi Verón                                                  | Maninho                  | [ 30 ]        |
| 2014      | Vice-campeã           | De la Tierra Sin Mal, al Cielo en la Tierra – Nuestra Señora de los Santos Reyes Magos Yapeyú (Da Terra Sem Mal, ao Céu na Terra – Nossa Senhora dos Santos Reis Magos Yapeyú) (Compositores: Claudio Piegas, Delson Patricio e Vicente Felisberto.) | Mario "Maruky" Rodríguez e Maxi Verón                                                  | Luizinho Andanças        | [ 31 ] [ 32 ] |
| 2015      | Não Houve Apuração    | Zum-Zum 60 Años... Una Sobredosis de Endorfinas (Zum-Zum 60 Anos... Uma Overdose de Endorfinas) (Compositores: Claudio Piegas, Luizinho Andanças, Vicente Felisberto, Fernando Grilli, Marcos Silva e Delson Patricio.)                              | Mario "Maruky" Rodríguez e "Juanjo" Caballero                                          | Luizinho Andanças        | [ 11 ]        |
| 2016      |                       | Não Houve Desfile do Grupo A |                                                                                        |                          |               |
| 2017      | Vice Campeã           | Nukanchis Kanchis – Los Hijos del Sol (Nukanchis Kanchis – Os Filhos do Sol) (Compositores: Claudio Piegas, Luizinho Andanças, J.P., Wagner Mariano, Marquinhos Silva e Delson Patrício.)                                                            | "Juanjo" Caballero                                                                     | Luizinho Andanças        | [ 34 ]        |
| 2018      | Campeã                | GeneZZis – El Día Que la Naturaleza Salvó al Hombre. (GeneZZis – O Día Que a Natureza Salvou ao Homem) (Compositores: Carlos "Muñeca" Da Costa.) | "Juanjo" Caballero                                                                     | Carlos "Muñeca" Da Costa | [ 35 ]        |
| 2019      | Vice Campeã           | Utopía, imaginemos otro mundo posible. (Utopia, imaginemos outro mundo possível) (Compositores: Claudio Piegas, Luizinho Andanças, J.P., Wagner Mariano, Marquinhos Silva e Delson Patrício.)                                                        | "Juanjo" Caballero                                                                     | Luizinho Andanças        |               |
| 2020      | Vice Campeã           | Hanasaki, florecemos mil veces - 65 Años de amor. (Hanasaki, florescemos mil vezes - 65 Anos de amor) (Compositores: Claudio Piegas, Luizinho Andanças, J.P., Wagner Mariano, Marquinhos Silva e Delson Patrício.)                                   | "Juanjo" Caballero                                                                     | Luizinho Andanças        |               |
| 2021      | ...                   | ... | ...                                                                                    | ...                      |               |